# Pískov
Pískov (německy Pissendorf) je vesnice, část obce Troubelice v okrese Olomouc. Nachází se asi 2 km na západ od Troubelic. V roce 2009 zde bylo evidováno 77 adres. V roce 2001 zde trvale žilo 198 obyvatel.
Pískov je také název katastrálního území o rozloze 3,63 km2.

## Historie
První písemná zmínka o obci pochází z roku 1348.

## Pamětihodnosti
- Kaple sv. Antonína Paduánského